# Hisashi Sakaguchi
Hisashi Sakaguchi (坂口 尚), né le 5 mai 1946 à Tōkyō et mort le 22 décembre 1995, est un mangaka et animateur japonais.
Il commence sa carrière dans les studios d'animation d'Osamu Tezuka où il travaille notamment sur les versions animées d'Astroboy, du Roi Léo et de Princesse Saphir.
En 1969, il quitte le domaine de l'animation pour se consacrer exclusivement aux mangas. Il est notamment l'auteur de Version (ja), d'Ikkyu et de Fleur de pierre (石の花, Ishi no hana), bande dessinée historique située dans les Balkans durant la Seconde Guerre mondiale. 
Lors du Festival d'Angoulême 2023, Fleurs de pierre reçoit le prix Fauve patrimoine. 